# Německé volby do říšského sněmu 1933 (březen)
Německé federální volby konané 5. března 1933 byly v pořadí deváté volby do říšského sněmu Výmarské republiky a poslední předválečné volby s účastí více politických stran. Volby se konaly krátce po požáru Říšského sněmu, který umožnil Hitlerovi přesvědčit prezidenta Paula von Hindenburg k přijetí dekretu o požáru Říšského sněmu. Dekret odstranil mnoho občanských svobod a umožnil zatčení vůdců Komunistické strany.
Nacisté rozpoutali před volbami teror zaměřený především proti komunistům a sociálním demokratům. Volby sice vyhráli, ale nedosáhli na většinu ve sněmu. Dva týdny po volbách přijal sněm na jejich popud tzv. zmocňovací zákon, kterým získal kancléř výjimečné pravomoci a stal se z něj Führer (vůdce). Oficiálně tak začala nacistická diktatura.

## Předcházející události
Po volbách v listopadu 1932 nastal v Německu politický pat, kdy žádná politická strana nebyla schopná vytvořit fungující vládu. Kancléř Papen přišel s návrhem rozpustit sněm a nevyhlašovat nové volby. Vedl by pak dočasnou diktaturu, která by vládla, dokud by se situace neuklidnila. Ministr obrany generál Schleicher byl kvůli hrozbě vypuknutí občanské války zásadně proti a navrhl, že se sám pokusí o složení vlády z umírněných nacistů a odborářů. Prezident jeho plán přijal, odvolal Papena a jmenoval Schleichera kancléřem. Schleicherův kabinet ale podporu nedokázal získat, a tak se pokusil vyhlásit v Německu výjimečný stav. Po zamítnutí tohoto návrhu sám Schleicher rezignoval. Sesazený Papen mezitím přesvědčil prezidenta Hindenburga, že dokáže politicky nezkušeného Hitlera ovládat a navrhl vládu s Hitler jako kancléřem a sebou jako vicekancléřem. Hitlerova vláda byla jmenována 30. ledna 1933 (později byla nacisty celá událost slavena jako Machtergreifung, německy převzetí moci). Hitler jako kancléř požádal prezidenta o vypsáních nových voleb, které se měly uskutečnit v březnu 1933.

## Volební kampaň
Vláda pomocí prezidentského dekretu prosadila 4. února 1933 tzv. Nařízení říšského prezidenta o ochraně německého lidu, které výrazně omezilo možnosti shromažďování a zakázalo vydávání některých novin. Sociální demokraté v reakci na omezování občanských svobod zorganizovali 7. února 1933 v Berlíně demonstraci, které se účastnilo na 200 tisíc lidí. Nacisté začali kampaň 10. února 1933 a Hitler požádal voliče, aby mu dali čtyři roky neomezenou moc pro vypořádaní se s krizí v Německu, a pak ať ho soudí. Nacisté rozpoutali politický teror převážně proti komunistům a sociální demokratům. K tomu Hitlerova vláda 17. února povolila policii použití střelných zbraní a následně byl ke každému policistovi přiřazen jeden člen polovojenských oddílů SA či SS jako tzv. Hilfspolizei (německy pomocná policie). Komunisté uspořádali svoje poslední volební shromáždění 23. února 1933, ale jejich setkání bylo během projevu Wilhelma Piecka rozehnáno policií.
Dne 27. února 1933 vyhořela budova Říšského sněmu v Berlíně. Nacisté okamžitě celou událost prohlásili za pokus o vyvolání komunistické revoluce a obvili z něho Nizozemce Lubbeho, Němce Torglera a tři Bulhary Dimitrova, Popova a Taneva, všichni byli komunisté. Prezident vydal 28. února 1933 Dekret o požáru Říšského sněmu, který pozastavil do odvolání ty články ústavy, které se týkaly osobní svobody, svobody projevu, svobody tisku, práva na shromažďování a poštovního tajemství. Noviny podporující komunisty a sociální demokraty byly na 14 dní zavřeny. Kanceláře Komunistické strany byly uzavřeny a komunističtí poslanci s jejich úředníky vsazeni do ochranné vazby. Přední představitelé komunistů, sociálních demokratů ale i intelektuálů začali být posíláni do čerstvě zřízených koncentračních táborů. Za mřížemi skončilo na 4 tisíce komunistů včetně jejich vůdce Ernsta Thälmanna. KPD nebyla oficiálně zakázána, ale prakticky byla celá její struktura zničena. Sněm se z vyhořelého Reichstagu přesunul do budovy Krollovy opery.

## Volební výsledky
Podle očekávaní jasně vyhráli nacisté. Ačkoliv dosáhli mnohem lepšího volebního výsledku než ve volbách v listopadu 1932, vytoužené většiny ve sněmu se nedočkali. Zisk 43,9 % znamenal pro Hitlera velké zklamání. Na druhou stranu potencionální spojenci, nacionalisté z DNVP, získali 8 %, a to už na většinu stačilo. Nejsilnější pozice NSDAP se potvrdila ve východních oblastech (obvody Východní Prusko, Pomořansko, Frankfurt nad Odrou), kde měli více než 50 % hlasů.
Největšími poraženými voleb byli, podle předpokladů, komunisté, kteří ztratili 1 milion voličů (tj. celou čtvrtinu hlasů). Mnoho z nich přešlo pod vlivem propagandy nebo politického teroru přímo k nacistům nebo volili sociální demokraty. SPD si udržela své pozice převážně díky hlasům z Berlína a Saska. Katolické Centrum a Bavorská lidová strana taktéž neztratili své pozice v západním Německu respektive v jižním Bavorsku. Obvody Kolín nad Rýnem-Cáchy a Koblenz-Trevír byly jediné obvody, kde se nacistům nepodařilo zvítězit.

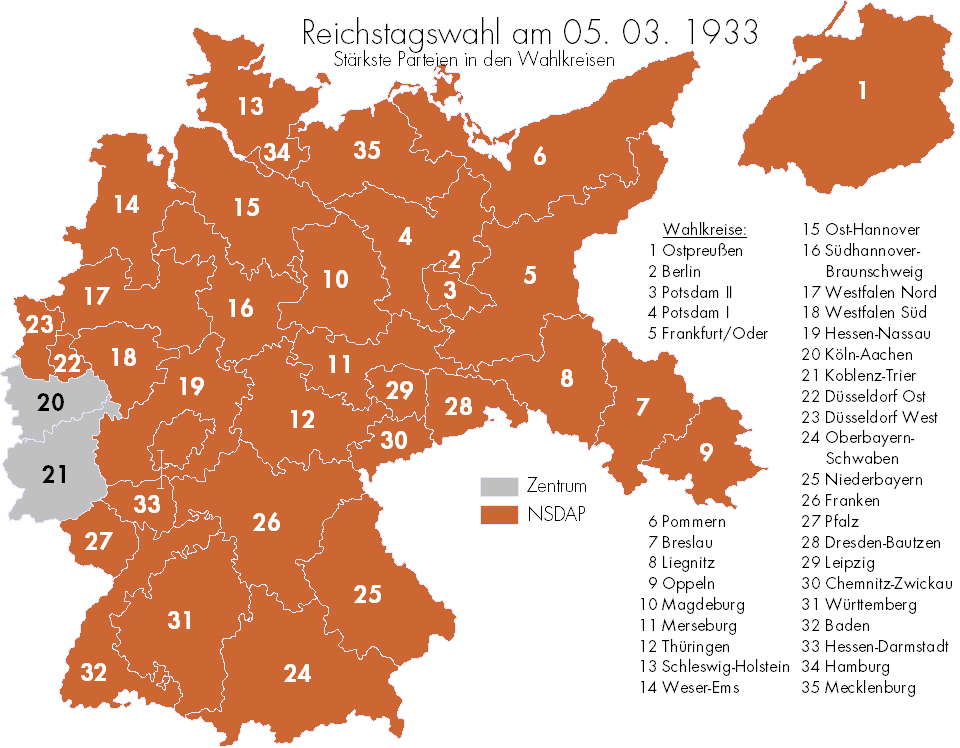
NSDAP uspěla v 33 z celokových 35 volebních obvodů.

Nacisté si vedli nejlépe ve východním a severním Německu.

| Politická strana | Politická strana                                      | Hlasy v % (změna) | Hlasy v % (změna) | Mandáty (změna) | Mandáty (změna) |
| ---------------- | ----------------------------------------------------- | ----------------- | ----------------- | --------------- | --------------- |
|                  | Národně socialistická německá dělnická strana (NSDAP) | 43,9%             | ▲ +10,8           | 288             | ▲ +92           |
|                  | Sociálnědemokratická strana Německa (SPD)             | 18,3%             | ▼ –2,1            | 120             | ▼ –1            |
|                  | Komunistická strana Německa (KPD)                     | 12,3%             | ▼ –4,6            | 81              | ▼ –19           |
|                  | Centrum (Z)                                           | 11,2%             | ▼ –0,7            | 74              | ▲ +4            |
|                  | Německá národně lidová strana (DNVP)                  | 8,0%              | ▼ –0,3            | 52              | ▬ ±0            |
|                  | Bavorská lidová strana (BVP)                          | 2,7%              | ▼ –0,4            | 18              | ▼ –2            |
|                  | Německá lidová strana (DVP)                           | 1,1%              | ▼ –0,8            | 2               | ▼ –9            |
|                  | Křesťanská sociální služba (CSVD)                     | 1,0%              | ▼ –0,1            | 4               | ▼ –1            |
|                  | Německá státní strana (DStP)                          | 0,9%              | ▼ –0,1            | 5               | ▲ +3            |
|                  | Německá rolnická strana                               | 0,3%              | ▼ –0,1            | 2               | ▼ –1            |
|                  | Zemědělská liga                                       | 0,2%              | ▼ –0,1            | 1               | ▼ –1            |
|                  | Ostatní                                               | 0,0%              | ▼ –0,9            | 0               | ▬ ±0            |
| Celkem           | Celkem                                                | 100,0%            |                   | 647             | +63             |

## Následující události
Zvolení komunističtí poslanci nebyli po volbách vpuštěni do sněmu a jejich mandáty byly anulovány. Hitlerova NSDAP vytvořila koalici s nacionalisty z DNVP a mohla vládnout s pohodlnou většinou 340 poslanců ze 647 zvolených (bez komunistů to bylo prakticky ve sněmu pouze 566 poslanců). Pro schválení zmocňovacího zákona, který by dal Hitlerovi neomezenou moc na následující 4 roky, ale potřebovali nacisté 2/3 hlasů ve sněmu. Klíčová byla dohoda s katolickým Centrem, které slíbilo podporu při hlasování výměnou za ratifikaci Říšského konkordátu. Hlasování o zmocňovacím zákoně proběhlo 23. března 1933. Po dohodě Centra s nacisty všechny menší strany Hitlerův návrh podpořily, a to buď z přesvědčení nebo z obavy o své bezpečí. Zákon prošel v poměru 444 ku 94. Proti se postavili pouze sociálnědemokratičtí poslanci (z celkového počtu 120 bylo 26 poslanců ve vězení nebo v již v emigraci). Po schválení zmocňovacího zákona začali nacisté zpívat píseň Horsta Wessela. Nacistická diktatura byla oficiálně schválena sněmem. Dne 16. července 1933 vešel v platnost zákon zakazující všechny politické strany kromě NSDAP. Následující volby v listopadu 1933, které byly spojené s referendem o vystoupení Německa z Společnosti národů, se dala volit pouze kandidátka NSDAP.

### Přehled vlád
- Kabinet A. Hitlera (NSDAP) koalice NSDAP, DNVP a nestraníci (30. leden 1933 - 30. duben 1945)